# Catocala carissima
Catocala carissima là một loài bướm đêm thuộc họ Erebidae. Loài này được tìm thấy ở Florida.
It was formerly considered to be a subspecies của Catocala cara.

## Hình ảnh

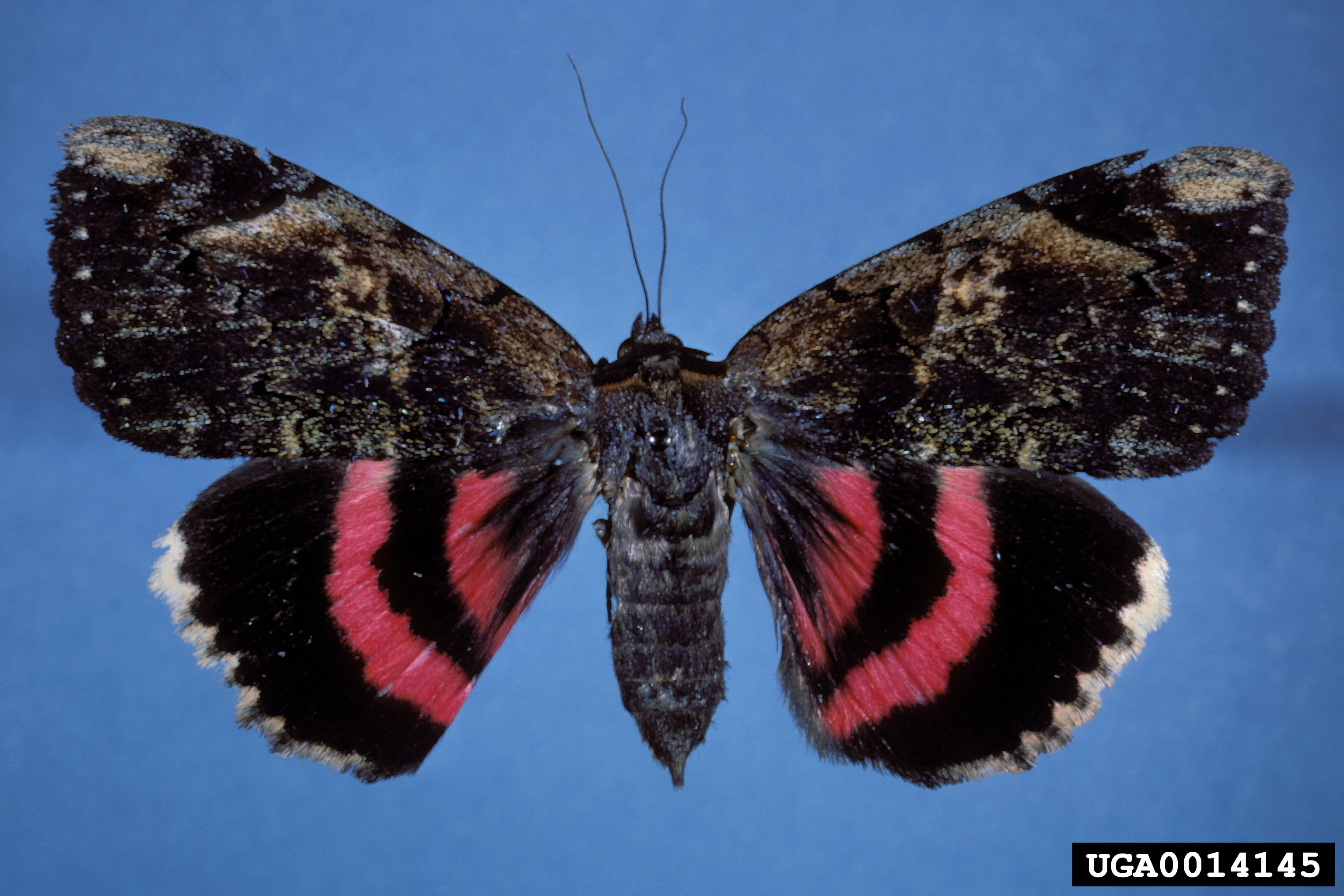
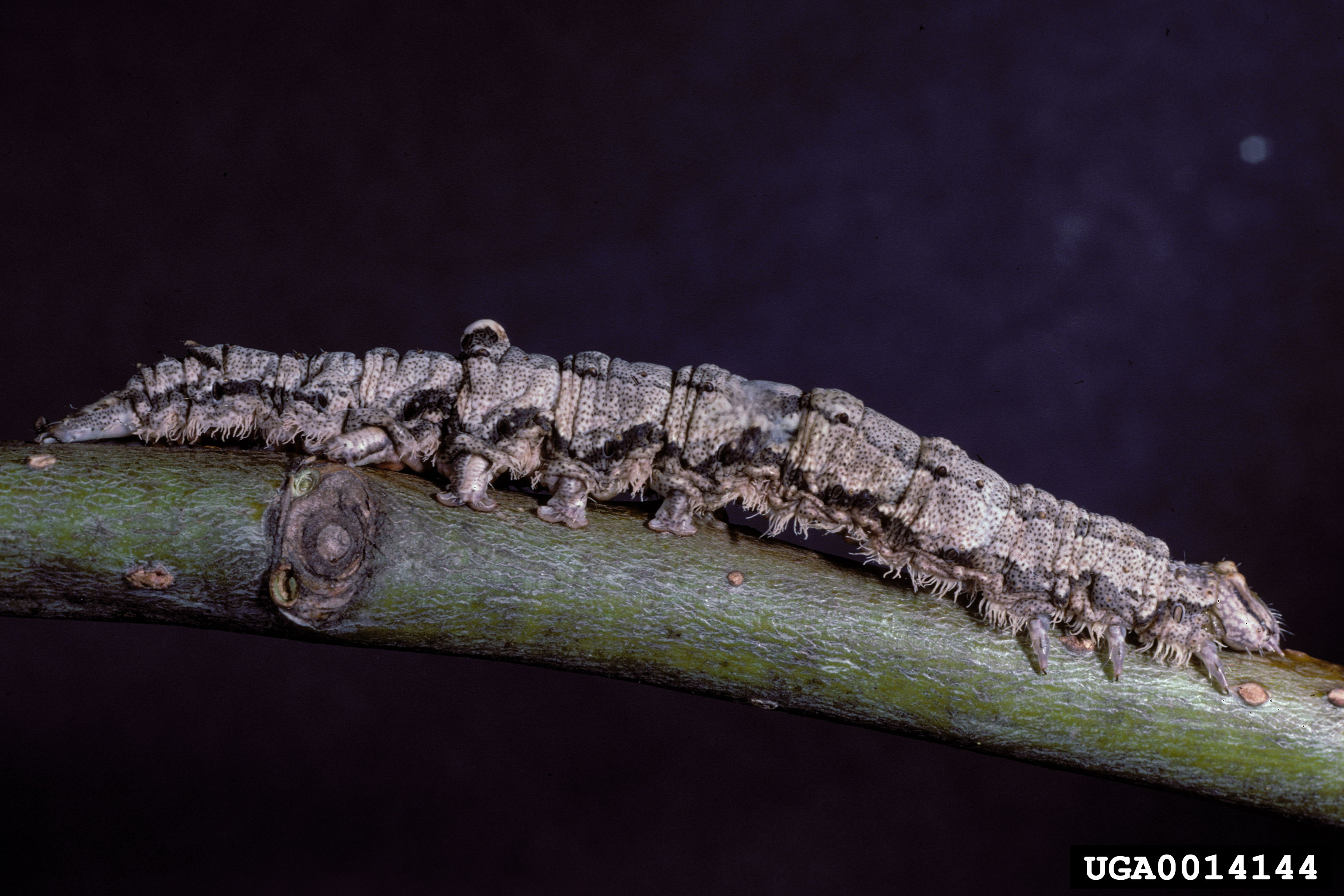